# Козубов, Геннадий Михайлович
Геннадий Михайлович Козубов (1928—2009) — советский и российский биолог, лауреат премии имени К. А. Тимирязева (1973).

## Биография
Родился 5 февраля 1928 года.
В 1953 году — с отличием окончил Львовский лесотехнический институт и работал на Лесоплодовой опытной станции АК-Терек Института биологии Киргизского филиала АН СССР, в Судайском леспромхозе комбината «Костромалес».
С 1956 года — начал работать в Карелии в должности старшего научного сотрудника Петрозаводской лесной опытной станции Ленинградского НИИ лесного хозяйства.
В 1962 году — защитил кандидатскую диссертацию, тема: «Внутривидовое разнообразие сосны обыкновенной в Карелии и на Кольском полуострове» (научный руководитель — С. Я. Соколов).
В 1971 году — защитил докторскую диссертацию, тема: «Репродуктивная деятельность сосны обыкновенной на Севере».
40 лет его научной деятельности связано с Республикой Коми: с 1967 года — научный консультант, с 1982 по 1993 годы — заведующий отделом лесобиологических проблем Севера Института биологии Коми филиала АН СССР, с 1993 до 2006 года — главный научный сотрудник этого отдела.
Умер 9 января 2009 года в Сыктывкаре.

## Научная и общественная деятельность
Приложил много сил для формирования в России научной школы в области комплексных морфофизиологических исследований хвойных растений с использованием цитоэмбриологических, гистологических и электронно-микроскопических методов, в том числе в Институте биологии Коми филиала АН СССР, Центральном НИИ лесной генетики и селекции, Институте биологии Якутского филиала АН СССР и других научно-исследовательских учреждениях биологического профиля.
С 1986 по 1992 годы — под его руководством и при непосредственном участии проводились комплексные радиобиологические исследования лесов в районе аварии на Чернобыльской АЭС. Разработанные им предложения по стабилизации радиоэкологической обстановки в радиационно загрязненных лесах были одобрены правительственной комиссией и рекомендованы для использования в УССР, БССР и РСФСР.
Автор и соавтор около 180 научных трудов, в том числе 15 монографий.
Под его руководством защищены 15 кандидатских и 3 докторские диссертации. В течение 7 лет он возглавлял диссертационный совет по защите кандидатских и докторских диссертаций.

## Награды
- Орден Мужества (1996)
- Премия имени К. А. Тимирязева (совместно с М. Ф. Даниловой и А. Е. Васильевым, 1973) — за «Атлас ультраструктуры растительных клеток»
- Медаль «Ветеран труда»
- Государственная премия Республики Коми в области науки (в составе коллектива авторов, 2001) — за подготовку фундаментальных монографий: «Леса Республики Коми» (1990) и «Лесное хозяйство и лесные ресурсы Республики Коми» (2000)
- Премия Президиума УрО РАН имени Н. В. Тимофеева-Ресовского (совместно с А. И. Таскаевым, 2007) — за цикл работ, посвященных исследованиям лесов в районе аварии на Чернобыльской АЭС
- Заслуженный деятель науки Республики Коми (1991)
- Заслуженный деятель науки Российской Федерации (26 ноября 1994) — за заслуги в научной деятельности
- Знак «Участник ликвидации последствий аварии на Чернобыльской АЭС»
- Почётная грамота Президиума Верховного Совета Коми АССР
- Почётные грамоты президиума АН СССР и Российской академии наук